# Ольдржих (князь Брно)
Ольджих (Удальрих) (чеш. Oldřich Brněnský; ум. 27 марта 1113) — князь Брненский в 1092—1097 и 1101—1113 годах, князь Зноемский с 1112 года, старший сын князя Конрада I Брненского и Вирпирки (Хильдбурги). Родоначальник Брненской линии Пржемысловичей.

## Биография
После смерти в 1092 году князя Конрада I Брненского его владения в Моравии были разделены на 2 части. Старший сын, Ольдржих, получил Брненское княжество, а младший Литольд — Зноемское княжество.
В 1097 году умер князь Бржетислав II, который пожелал, чтобы после его смерти наследником стал не старший в роду, брненский князь Ольдржих, а его единокровный брат Борживой. Для этого Бржетислав обратился к императору Священной Римской империи Генриху IV, чтобы тот утвердил следующим князем именно Борживоя. Получив богатое подношение, Генрих согласился это сделать, поскольку таким образом император получал право утверждения правителей Чешского княжества. Для того, чтобы Ольдржих не смог противостоять решению императора, Бржетислав в 1097 году отправился с военным походом в Моравию, изгнав того из Брно. Заодно он захватил также владения зноемского князя Литольда. Освободившиеся таким образом Брненское и Зноемское княжества Бржетислав передал Борживою.
Ольдржих и Литольд были помещены в заключение в Клодзко. Они получили свободу только в 1099 году.
После гибели в 1100 году Бржетислава Борживой поспешил из Моравии в Прагу, где занял чешский княжеский престол. Ольдржих воспользовался отсутствием Борживоя, чтобы вернуть себе Брно. Для того, чтобы закрепить княжество за собой, он обратился к императору Генриху IV, который в 1101 году признал Брненское княжество уделом Ольдржиха, а Зноемское княжество — уделом его брата Литольда. Однако попытка Ольджиха с помощью наёмников из Австрии захватить чешский трон окончилась неудачей, так что он был вынужден был удовольствоваться Брненским уделом..
После смерти брата Литольда в 1112 году Ольдржих унаследовал и Зноемский удел. Он умер 27 марта 1113 года и был похоронен в бенедиктинском монастыре в Тршебиче.

## Брак и дети
Имя жены Ольдржиха неизвестно. Существует гипотеза, что жена Ольдржиха была дочерью маркграфа Каринтии и Истрии Ульриха I и Софии Венгерской (по другой версии эта дочь Ульриха I была не женой, а матерью Ольдржиха). Дети:
- Вратислав (ум. 16 августа или 21 сентября 1156), князь Брненский в 1126—1129 и 1130—1155 годах
- Надежда (чеш. Nadčia, 1096);

По некоторым источникам у Ольдржиха было трое детей и у Вратислава был брат Спытигнев (чеш. Spytihněv, ум. 1151).